# Águas Mornas
Águas Mornas is een gemeente in de Braziliaanse deelstaat Santa Catarina. In 2010 telde de gemeente 5.546 inwoners.

## Aangrenzende gemeenten
De gemeente grenst aan Angelina, Anitápolis, Rancho Queimado, Santo Amaro da Imperatriz, São Bonifácio en São Pedro de Alcântara.